# Voyantes et Médiums
Pour plus de détails, voir Fiche technique et Distribution.
Voyantes et médiums est un court métrage réalisé par Louis Valray, sorti en 1948.

## Fiche technique
- Titre : Voyantes et Médiums
- Réalisation : Louis Valray
- Photographie : Jean Corot et Pierre Dolley
- Musique : Jacqueline Batell
- Société de production :  Compagnie des Artisans du Film
- Format :  Son mono - Noir et blanc
- Date de sortie :  France - 21 mai 1948
- Durée : 26 minutes

## Distribution
- Jacques d'Enghien
- Rudy Lenoir
- Geneviève Maury
- André Hals
- Sophie Delgrange
- Georges Elgar
- Jacqueline Maillan : Madame Barezzi
- Colette Printemps